# إد غراي
إد غراي (بالإنجليزية: Ed Gray)‏ مواليد 27 سبتمبر 1975 في ريفرسايد، هو لاعب كرة سلة أمريكي سابق. بدأ مسيرته الاحترافية في سنة 1997. تم اختياره من قبل فريق أتلانتا هوكس خلال الدرافت. حمل الرقم 22. يبلغ طوله 6 قدم 3 بوصة (1.9 م). اعتزل اللعب في 2002.

## روابط خارجية
- إد غراي على موقع إن بي أي (الإنجليزية)
- إد غراي على موقع سبورتس رفرنس (الإنجليزية)
- إد غراي على موقع كرة السلة الأوروبية.كوم (الإنجليزية)
- إد غراي على موقع كلية كرة السلة في سبورتس رفرنس.كوم (الإنجليزية)
- إد غراي على موقع ريلجم (الإنجليزية)
- إد غراي على موقع بروبوليرز (الإنجليزية)